# Schizella pulchrina
Schizella pulchrina är en tvåvingeart som beskrevs av Frey 1954. Schizella pulchrina ingår i släktet Schizella och familjen snäppflugor. Inga underarter finns listade i Catalogue of Life.